# USS Northampton (CA-26)
USS Northampton (CL/CA-26) – amerykański ciężki krążownik, pierwszy przyjęty do służby w United States Navy okręt jednostek swojego typu krążowników traktatowych.
Jednostka o wyporności standardowej 9006 ton, zwodowana 5 września 1929 roku w stoczni Fore River w Quincy. Artylerię główną jednostki stanowiło dziewięć rozmieszczonych w trzech wieżach dział największego dopuszczonego traktatem waszyngtońskim kalibru 203 mm, uzupełnionych pięcioma działami kalibru 127 mm.
Na początku wojny na Pacyfiku operował jako okręt eskorty lotniskowca USS „Enterprise” (CV-6). Operując w składzie Floty Pacyfiku, 7 grudnia 1941 roku nie znajdował się w bazie Pearl Harbor, dzięki czemu uniknął losu amerykańskich pancerników zniszczonych podczas japońskiego ataku na tamtejsze bazy wojskowe. W lutym 1942 roku, jako okręt flagowy wiceadmirała Raymonda Spruance’a, „Northampton” wziął udział w rajdzie na wyspy Marshalla, następnie w rajdach na wyspę Wake oraz na wyspę Marcus. W kwietniu zaś – ponownie w eskorcie „Enterprise” – towarzyszył USS „Hornet” (CV-8) w rajdzie Doolittle’a. Z powodu wypadu na macierzyste wyspy japońskie nie wziął udziału w bitwie na Morzu Koralowym, był już jednak gotowy do najważniejszej bitwy 1942 roku, pod Midway. W drugiej połowie 1942 roku wziął udział w kampanii na Wyspach Salomona, gdzie w bitwie pod Santa Cruz uczestniczył w obronie lotniskowca USS „Hornet”, a po jego ciężkim uszkodzeniu w atakach lotniczych, podjął próbę holowania go. W listopadzie tego roku, w zespole Task Force 67 wadm. Carletona Wrighta, wziął udział w bitwie pod Tassafarongą, podczas której został zatopiony dwiema japońskimi torpedami Typ 93.
USS „Northampton” (CA-26) odznaczony został sześcioma gwiazdami battle star.

## Geneza jednostki
Podpisany 6 lutego 1922 roku traktat waszyngtoński zawiesił na 20 lat produkcję nowych pancerników i zmusił United States Navy do przerwania budowy 11 pancerników i krążowników linowych, pod które położono już stępki w amerykańskich stoczniach prywatnych i państwowych. Jako że umowa zezwalała na budowę jednostek innych klas, lecz nie większych niż o wyporności 10 000 ton standardowych z artylerią główną o kalibrze nie większym niż 8 cali (203 mm), niejako zmuszała konstruktorów do opracowywania możliwie najsilniejszych jednostek mieszczących się w tych ramach. We wszystkich państwach sygnatariuszach traktatu powstawały w ten sposób jednostki powszechnie określane jako „krążowniki traktatowe”. W latach 20. marynarka amerykańska udzieliła więc serii kontraktów najpierw na budowę krążowników typu Pennsacola, a następnie korzystając z nabytych dzięki nim doświadczeń, ich ulepszonej wersji – zwłaszcza w zakresie opancerzenia – w postaci typu Northampton. Podczas gdy większość marynarek na świecie stosowała w okrętach tej klasy osiem dział w czterech podwójnych wieżach, w amerykańskich jednostkach typu Pensacola zastosowano 10 dział. Konstruując okręty typu Northampton, marynarka i konstruktorzy stanęli na stanowisku, że liczba dział może zostać bezpiecznie zredukowana do dziewięciu sztuk w trzech potrójnych wieżach, celem zaoszczędzenia na wadze, zaś uzyskaną w ten sposób rezerwę można przeznaczyć na zwiększenie opancerzenia okrętu oraz infrastruktury lotniczej jednostki. Dyskutowano co prawda nad wyposażeniem nowego okrętu w – zgodne ze światowym trendem – osiem dział, ostatecznie jednak przyjęto do realizacji wariant z dziewięcioma działami w trzech wieżach, jako mogący zapewnić pewną przewagę.

## Budowa i konstrukcja
Budowę okrętu, który otrzymał później nazwę USS „Northampton” (CL-26), powierzono należącej wówczas do Bethlehem Steel stoczni Fore River Shipyard w Quincy w Massachusetts. Jego budowa została jednak przyznana tej stoczni w rezultacie nielegalnej zmowy trzech stoczni zdolnych do budowy ciężkich okrętów, które w sekrecie uzgodniły ze sobą swoje oferty przetargowe, tak aby każda z nich mogła skorzystać z dużych środków finansowych przeznaczanych na program tych okrętów przez marynarkę. W rezultacie nielegalnej kartelizacji okręt, który według wewnętrznych dokumentów stoczni powinien kosztować 7,5 miliona dolarów, został wybudowany za kwotę 10,7 miliona dolarów.
Stępka pod jednostkę została położona 12 kwietnia 1928 roku w Fore River, okręt został natomiast zwodowany rok później, 5 września 1929 roku. Matką chrzestną została Grace Coolidge, żona pochodzącego z Northampton prezydenta Calvina Coolidge’a. Pierwszym dowódcą okrętu został Walter Vernon, który prowadził przygotowania do przyjęcia jednostki do służby i oficjalnie objął dowództwo okrętu w tym dniu, z dniem 17 maja 1930 roku. W rzeczywistości USS „Northampton” został zwodowany dwa miesiące po innym okręcie tego typu, USS „Chester” (CL-27), wszedł jednak do służby jako pierwsza jednostka swojego typu.

### Kadłub

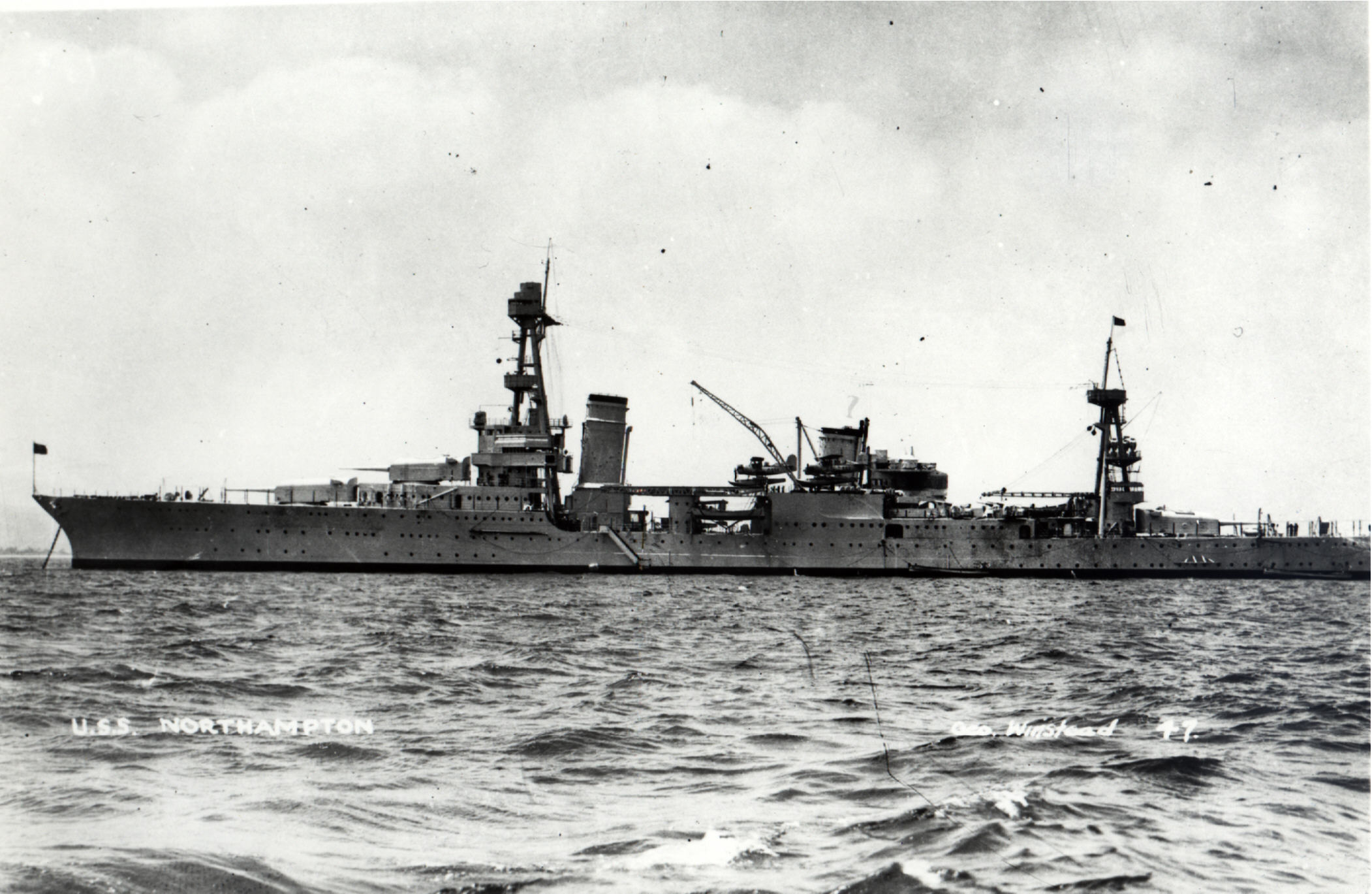
Sylwetka okrętu w 1941 roku

Okręt został zaprojektowany w projekcie o numerze 329, jako jednostka o długości (LOA) 600 stóp (182,95 metra) i długości na linii wodnej (LWL) 582 stopy (177 metrów) oraz maksymalnej szerokości 66 stóp (20,11 metra), przy wyporności standardowej 9006 ton, przy czym wyporność pełna wynosiła 10 965 ton. Średnica taktyczna jednostki wynosiła 750 jardów (685,8 metra) przy prędkości 20 węzłów. Kadłuby jednostek typu Pensacola odzwierciedlały amerykańską preferencję dla kadłuba gładkopokładowego z największą wolną burtą na dziobie i zmniejszającą się ku rufie. Powodowało to oszczędności na wadze, kosztem jednak dzielności morskiej, w efekcie okręty tego typu okazały się jednostkami z bardzo mokrym pokładem. Celem zaradzenia temu, przy konstrukcji „Northamptona” przyjęto alternatywne rozwiązanie, z jedną wieżą artyleryjską mniej i całkowicie płaskim pokładem z wysoko podniesioną dziobówką, co zapewnić miało znacznie lepszą dzielność morską.
Wyporność okrętu była wynikiem przeszacowania wyporności na etapie projektowym – skutkiem dążenia do minimalizacji wyporności celem zmieszczenia jej w limicie traktatowym, zaprojektowano jednostkę o zbyt małej wyporności. Rezultatem niewłaściwych szacunków na tym etapie było niewykorzystanie pełnej dopuszczonej traktatem wyporności przy jednocześnie zbyt słabym opancerzeniu, a także zbyt duża wysokość metacentryczna, co powodowało zbyt krótkie i głębokie przechyły. W celu niwelacji skutków tego, w odróżnieniu od pozostałych jednostek tego typu, na „Northampton” zainstalowano na zasadzie eksperymentalnej zbiorniki antypochyłowe po obu stronach okrętu, które nie były połączone ze sobą, lecz za pośrednictwem rur otwarte od strony morza. Chęć zaoszczędzenia na wadze, celem utrzymania wyporności w traktatowym limicie, spowodowała, iż „Northampton” miał lekki – a przez to niezbyt odporny na uszkodzenia – kadłub, którego blachy zostały połączone ze sobą za pomocą spawów. Lekkość kadłuba powodowała, że przy jednoczesnym wystrzale z wszystkich trzech dział jednej wieży dojść mogło do jego uszkodzenia. Stało się to przyczyną nadania jednostkom tego typu nieformalnego miana „traktatowych blaszanek”.

### Napęd okrętu
Zarówno francuska, jak i japońska marynarka wojenna faworyzowały szybkie krążowniki. Amerykanie natomiast starali się dorównać prędkością japońskim krążownikom traktatowym, jak również stworzyć jednostki, które byłyby szybsze od japońskich i brytyjskich krążowników liniowych. W toku prac nad koncepcją okrętu, dla amerykańskich konstruktorów szybko stało się oczywiste, że jednostka o wyporności do 10 000 ton, zdolna osiągnąć prędkość 35 węzłów – nawet uzbrojona w 12 dział 203 mm, szybko może zostać unieruchomiona, nawet pojedynczym pociskiem niszczyciela. Poświęcono wobec tego zarówno prędkość, jak i uzbrojenie „Northampton”, na rzecz zwiększenia opancerzenia jednostki.
Siłownia jednostki wyposażona była w osiem kotłów wodnorurkowych White-Forster, z których para napędzała cztery turbiny systemu Parsonsa o mocy wyjściowej 107 000 shp, za pośrednictwem przekładni i czterech wałów przekazujące energię dla czterech śrub okrętowych. Kotły „Northamptona” operowały z ciśnieniem między 18 kG/cm² a 21 kG/cm². Łączna waga maszynowni w stanie suchym wynosiła 1945,25 długich ton, przy czym przy wyporności pełnej, waga maszynowni „mokrej” wynosiła 2161 ton. Waga wszystkich płynów maszynowni sięgała 168,8 tony, gdzie 7,2 tony stanowiła waga olejów smarowych przy wyporności normalnej i 10,8 tony przy wyporności pełnej. Przy wyporności normalnej zapas paliwa okrętu wynosił 1416,7 tony, w wyporności pełnej zaś 2125 ton. Przy dużej długości jednostki zdecydowano się umieścić zbiorniki paliwa wzdłuż przednich magazynów amunicji. W tym czasie paliwo było co do zasady uważane jeszcze za potencjalnie łatwopalne, w związku z czym ryzykowne w tej lokalizacji, rozwiązanie to zostało jednak zaakceptowane. Jedyną bowiem alternatywą dla niego było umieszczenie zbiorników paliwa na dziobie i rufie okrętu, co skutkowałoby nieakceptowalnymi naprężeniami kadłuba.
Kształt kadłuba jednostki oraz konfiguracja jego siłowni z urządzeniami maszynowni, zapewniały jej według projektu możliwość pływania z prędkością do 32,5 węzła oraz zasięg 10 000 mil morskich przy prędkości 15 węzłów.

### Uzbrojenie

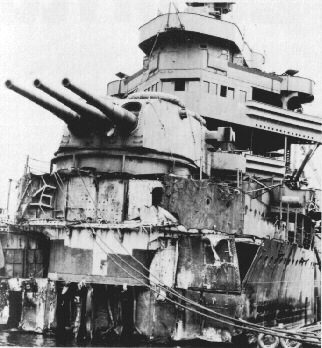
Doskonałe ujęcie wieży artyleryjskiej z działami 203 mm L/55 Mark 14/0 na uszkodzonym w bitwie pod Tassafarongą USS „New Orleans” (CA-32) typu New Orleans. Wieża w tej konfiguracji została zaczerpnięta z projektu „Northampton”.

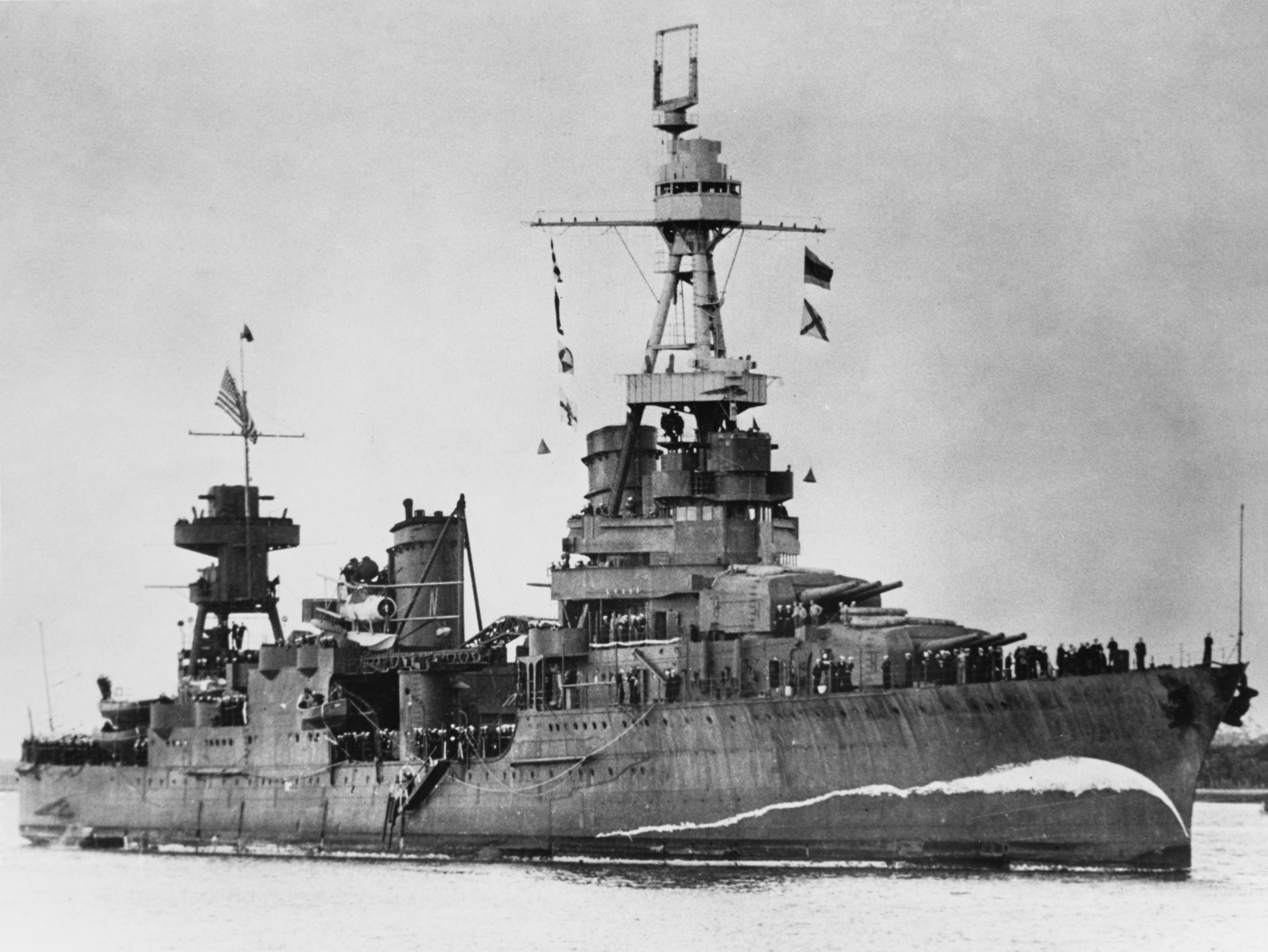
„Northampton” 5 sierpnia 1941 roku, w porcie Brisbane w Australii. Uwagę zwraca kamuflaż okrętu na dziobie, imitujący odkosy dziobowe mające wprowadzić w błąd obserwatorów przeciwnika co do aktualnej prędkości okrętu, oraz charakterystyczna dla ciężkich amerykańskich okrętów tego czasu, konstrukcja głównego trójnożnego masztu z wysoko umieszczonym pomostem na jego szczycie. Ponad pomostem widoczny radar CXAM.

Na okręcie zastosowano dziewięć dział 203 mm L/55 Mark 14/0, umieszczonych po trzy w trzech wieżach – dwóch w superpozycji na dziobie, trzeciej na rufie. Podobnie jak w innych marynarkach zdecydowano się na zastosowanie największego dopuszczonego traktatem kalibru, nie brakowało jednak krytyków takiego rozwiązania podnoszących, że działa tej wielkości są bezwartościowe – zbyt małe aby zagrozić ciężkim okrętom liniowym i zbyt powolne do działań przeciwko niszczycielom i mniejszym krążownikom. Problemowi temu postanowiono jednak zaradzić przez zastosowanie wież z elektrycznym systemem ładowania amunicji, co jednak odbyło się kosztem znacznego wzrostu masy wieży. Już od ich zastosowania w pancerniku USS „Nevada” (BB-36) w 1912 roku, marynarka amerykańska była zwolennikiem stosowania trójdziałowych wież, jako systemu umożliwiającego maksymalne zwiększenie baterii artyleryjskiej w możliwie najkrótszym kadłubie. Z uwagi na wielkość wieży, zastosowanie wież z trzema działami możliwe było przez instalację zintegrowanego systemu elewacji dział, w którym wszystkie trzy armaty podnoszone były jednocześnie, jako pojedyncza jednostka.
Artyleria pomocnicza w chwili ukończenia okrętu składała się z czterech uniwersalnych dział 127 mm L/25 Mark 13/0 (5" /25) o kącie podniesienia 85°, co czyniło z nich doskonałą broń przeciwlotniczą. W jednostkach typu Pensacola, system kontroli ognia był całkowicie zdecentralizowany, z dalmierzem przy układzie kontroli ognia każdej wieży – zalety ochronne takie rozwiązania były jednak całkowicie niweczone przez scentralizowany główny system rozdzielczy. W konstrukcji USS „Northampton” zaradzono temu przez duplikację każdego systemu.
„Northampton” został początkowo wyposażony w dwie potrójne wyrzutnie torped kalibru 533 mm dla torped Mark XI. W 1930 roku jednak podjęto generalną decyzje o wycofaniu aparatów torpedowych z pokładów krążowników, uważano bowiem że jednostki te nie będą wchodziły w kontakt bojowy z okrętami przeciwnika na dystansach umożliwiających skuteczne użycie torped. Nie przewidziano tym samym krwawych nocnych batalii, jakie miały miejsce w drugiej połowie 1942 roku, i po 1930 roku okręt został pozbawiony swojej broni podwodnej. Sugerowano się jednak także ryzykiem stwarzanym przez głowice torpedowe na pokładzie, w przypadku trafienia pociskiem przeciwnika w wyrzutnię, a także możliwością zaoszczędzenia na wadze okrętu i rodzącą się ze stąd możliwością zaopatrzenia jednostki w dodatkowe pociski artylerii 203 mm, co w warunkach wojennych umożliwiłoby zaopatrzenie okrętu w łącznie 1400 pocisków tego kalibru. W zamian, w 1940 roku „Northampton” jako jeden z pierwszych okrętów w US Navy otrzymał radar dozoru CXAM, co razem z bardzo dobrymi w roli przeciwlotniczej działami 5" /25, wzmacniało zalety okrętu w roli eskorty lotniskowców. Okręt nie otrzymał jednak skutecznej artylerii przeciwlotniczej średniego zasięgu, nie zostały bowiem zmaterializowane zamiary wyposażenia go w działka kalibru 37 mm. W zamian, już po ukończeniu, jednostka otrzymała dwa zupełnie przestarzałe działka Hotchkiss QF 3pdr (47 mm) i cztery pojedyncze wielkokalibrowe karabiny maszynowe Browning M2 kalibru 12,7 mm.

### Ochrona bierna okrętu
Do opancerzenia okrętu wykorzystano bardzo udany wynalazek huty Carnegie Steel pod nazwą special treatment steel (STS). Podobnie jak we wszystkich amerykańskich krążownikach począwszy od „Pensacoli” (CA-24), główny pas pancerny rozciągał się nad maszynownią, węższy pas znajdował się nad przednimi magazynami amunicji, okręt wyposażony był również wewnętrzny pas w tylnej części jednostki. Wieże artylerii głównej opancerzone były w pancerz czołowy, opancerzenie płaszczyzny szczytowej oraz pancerz boczny i ściany tylnej. Główny pas pancerny o szerokości 15 stóp (4,57 metra) miał grubość od 3 do 3,75 cala (76 do 95 mm), magazyny amunicji chronione były pancerzem 2,5 cala (63,5 mm), maszynownia zaś 1,5 cala (38 mm). Pokład jednostki opancerzony był pancerzem o grubości 1 cala (24,5 mm), którego grubość nad magazynami zwiększała się do 2 cali (50,8 mm), barbety zaś chronione były pancerzami 1,5 cala (38 mm). Wieże opancerzone były odpowiednio 2,5/1,5/0,75 cala (53,5/38/19 mm). Łączna waga opancerzenia wynosiła 547,1 tony.
Według badania przeprowadzonego w 1933 roku, pancerz magazynów amunicji „Northamptona” zapewniał mu ochronę przeciwko stosowanym przez niszczyciele pociskom o kalibrze 5,1 cala (127 mm) przy ostrzale z odległości ponad 7000 jardów (6400 metrów), słabszy zaś pancerz maszynowni przy ostrzale z odległości ponad 8000 jardów (7315 metrów). Badanie to nie określiło jednak zakresu tej ochrony. W przypadku ostrzału pociskami kalibru 6 cali (152 mm), pancerz magazynu zapewniał ochronę przy strzale z odległości między 10 000 a 21 000 jardów (9144 – 19 200 metrów), pas pancerny chroniący maszynownię natomiast zapewniał ochronę przy strzale takim pociskiem z odległości 13 000 jardów (11 887 metrów). Pokład ponad maszynownią był jednak, według owego badania, przebijany z takiej odległości – toteż maszynownia okrętu de facto nie była chroniona. Co gorsza, zarówno maszynownia, jak i magazyny amunicji nie były w ogóle bezpieczne przy strzale pociskiem 8-calowym (203 mm). Pas ponad magazynem był przebijany z odległości 21 000 jardów (19 200 metrów), pokład z odległości 20 000 jardów (18 288 metrów), zaś pas pancerny nad maszynownią z odległości 24 000 jardów (21 945 metrów). Skutkiem przeszacowania wyporności okrętu i wynikającą z tego zbyt dużą ostrożnością w opracowywaniu jego pancerza, okręt uważany był za zbyt lekko opancerzony, a wyciągnięte stąd wnioski uwzględniono przy projektowaniu następnej serii krążowników traktatowych, typu New Orleans.
W odróżnieniu od marynarki brytyjskiej, a podobnie jak wszystkie inne marynarki zachodnie, US Navy nie zapewniła swoim krążownikom traktatowym bąbli przeciwtorpedowych. Amerykanie uznali bowiem, że na jednostkach tej wielkości systemy ochronne tego rodzaju nie zapewniają koniecznej głębokości dla zapewnienia efektywności przeciwko eksplozjom podwodnym coraz większych głowic torpedowych. W „Northamptonie” jednak magazyny amunicji zostały podniesione wysoko, ponad linię wodną, celem zapewnienia pewnej ich ochrony przeciw eksplozjom podwodnym. Zmniejszenie liczby wież artyleryjskich z czterech do trzech umożliwiło natomiast wprowadzenie wewnętrznych podziałów dużych pomieszczeń kotłów.

### Wyposażenie lotnicze

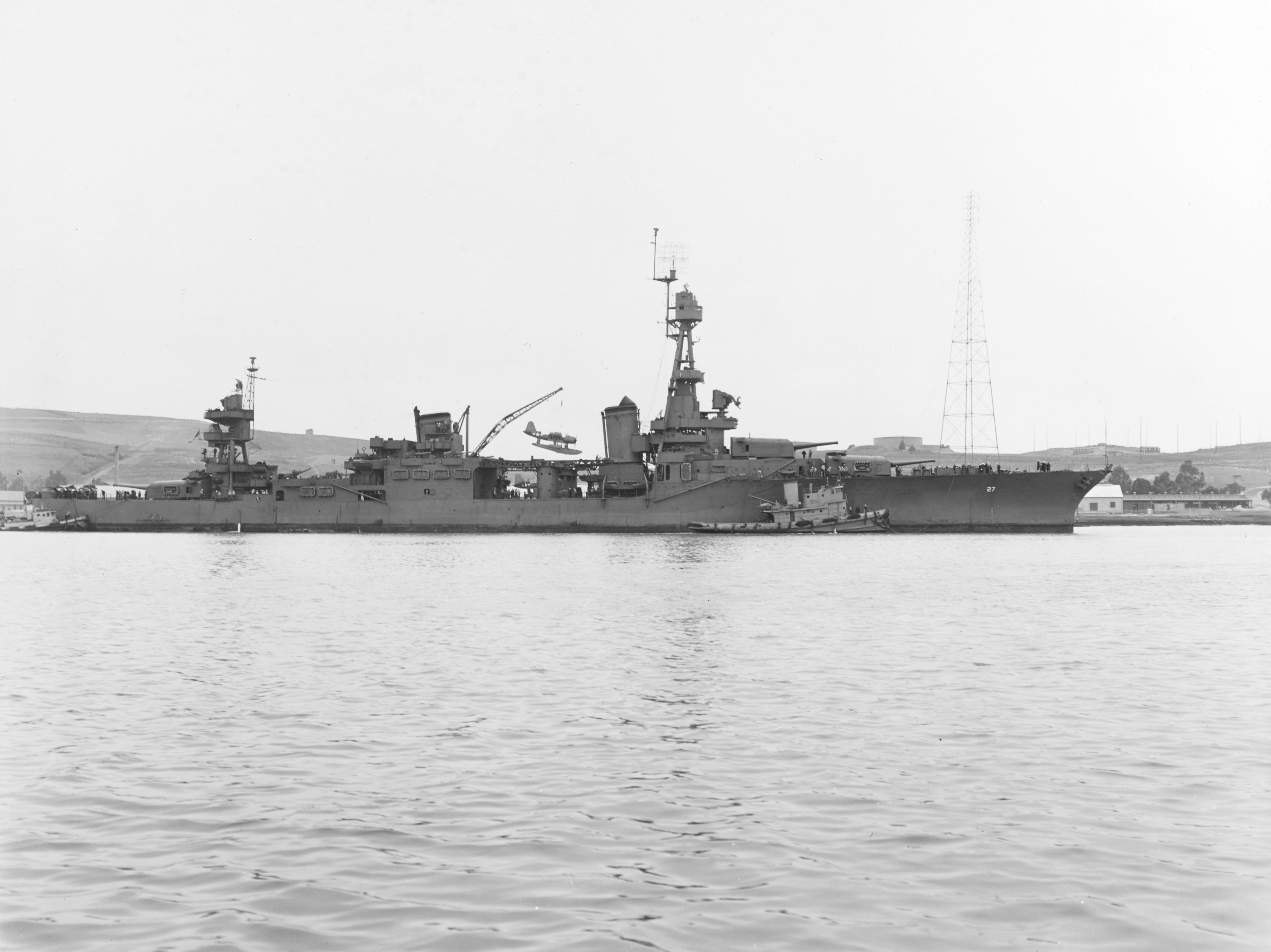
Moment podnoszenia z wody jednego z okrętowych samolotów rozpoznawczych Vought OS2U Kingfisher przez pokładowy dźwig na bliźniaczym „Chesterze”

Duża przestronność okrętu spowodowała, iż jednostka została wyposażona w sporych rozmiarów hangar między dwoma kominami, zdolny do pomieszczenia dwóch samolotów rozpoznawczych, oraz dwie rampy startowe dla nich. Początkowo były to cztery samoloty Vought O3U Corsair, które zostały później zastąpione nowocześniejszymi Curtiss SOC Seagull. Okręt otrzymał wprawdzie cztery samoloty, możliwość jednak przenoszenia samolotów na rampach startowych sprawiała jednak, że w rzeczywistości mógł przenosić sześć maszyn. Same hangary zapewniały przestrzeń do przechowywania samolotów i dokonywania ich napraw, bez narażania maszyn i ich obsług na wpływ złych warunków atmosferycznych, a także zapewniały ochronę przed działaniem fali uderzeniowej podczas strzelań artyleryjskich. Okręt mógł zabrać 24,5 tony benzyny lotniczej, umieszczonej w zbiornikach na dziobie poniżej linii wodnej, z jej przewodami paliwowymi biegnącymi wzdłuż, na zewnątrz kadłuba.

### Warunki socjalne
Przestrzeń życiowa załogi „Northamptona” została zwiększona o 15 procent względem jednostek typu Pensacola, okręt był też pierwszym dużym amerykańskim okrętem, w którym koje zastąpiły stosowane dotąd hamaki. Nie bez znaczenia w przypadku chęci zapewnienia godziwych warunków socjalnych był fakt, że marynarka amerykańska oparta była na służbie dobrowolnej, i tradycyjnie borykała się z dużym odsetkiem dezercji oraz z problemami w naborze kandydatów. Toteż osobisty komfort członków załogi stanowił istotną kwestię przy konstrukcji okrętów, które przez większość czasu służyć przecież miały w czasach pokoju. Po wizycie brytyjskich oficerów na okręcie, wyrazili oni zadowolenie z przestronności przestrzeni życiowych okrętu i relatywnej prostoty jego konstrukcji, co stało się następnie przedmiotem brytyjskiej debaty na ten temat.
Przestronność jednostek typu Northampton powodowała, że jednostki te bardzo dobrze nadawały się do roli okrętów flagowych. Z tego powodu „Northampton” – podobnie jak dwie pozostałe z trzech pierwszych jednostek typu – został zbudowany jako okręt flagowy dywizjonu, podczas gdy pozostałe trzy (CA 29–31) jako okręty flagowe floty, z przestrzenią odpowiednią dla admirałów i członków ich sztabów.

## Służba okrętu
Po przyjęciu do służby, okręt wszedł w skład Floty Atlantyku i latem 1930 roku odbył rejs dziewiczy na Morze Śródziemne. Odbywał potem rejsy szkoleniowe na Karaiby, w rejon Kanału Panamskiego, a okazjonalnie ćwiczył też z krążownikami i jednostkami innych klas na Pacyfiku. Zawarty w 1930 roku pierwszy traktat londyński dokonał podziału krążowników na dwie odrębne klasy – klasę A z działami o kalibrze ponad 6,1 cala (155 mm), tworzącą odtąd grupę ciężkich krążowników, oraz klasę B z działami o kalibrze nie przekraczającym 6,1 cala, nazywaną odtąd krążownikami lekkimi. Traktatowa zmiana klasyfikacji krążowników wymusiła na Stanach Zjednoczonych przeklasyfikowanie swoich krążowników, stąd też w 1931 roku „Northampton” został przeklasyfikowany na krążownik ciężki, co pociągnęło za sobą zmianę oznaczenia na CA-26. Po zmianie klasyfikacji jednostki, w 1932 roku okręt wszedł w skład Floty Pacyfiku. Operował wówczas z San Pedro, następnie zaś z Pearl Harbor. Podobnie jak pozostałe siedem okrętów pierwszej generacji krążowników 203-milimetrowych, „Northampton” oferował marynarce amerykańskiej zupełnie nowe możliwości. Mógł bowiem zastąpić stare pancerniki w rolach rozpoznawczych (scouting force), nie służąc jednak jako zaledwie skaut, lecz co ważniejsze mógł przyjąć na siebie rolę eskorty dla nowych szybkich lotniskowców w niezależnych operacjach zespołów zadaniowych Task Force.

### Służba wojenna

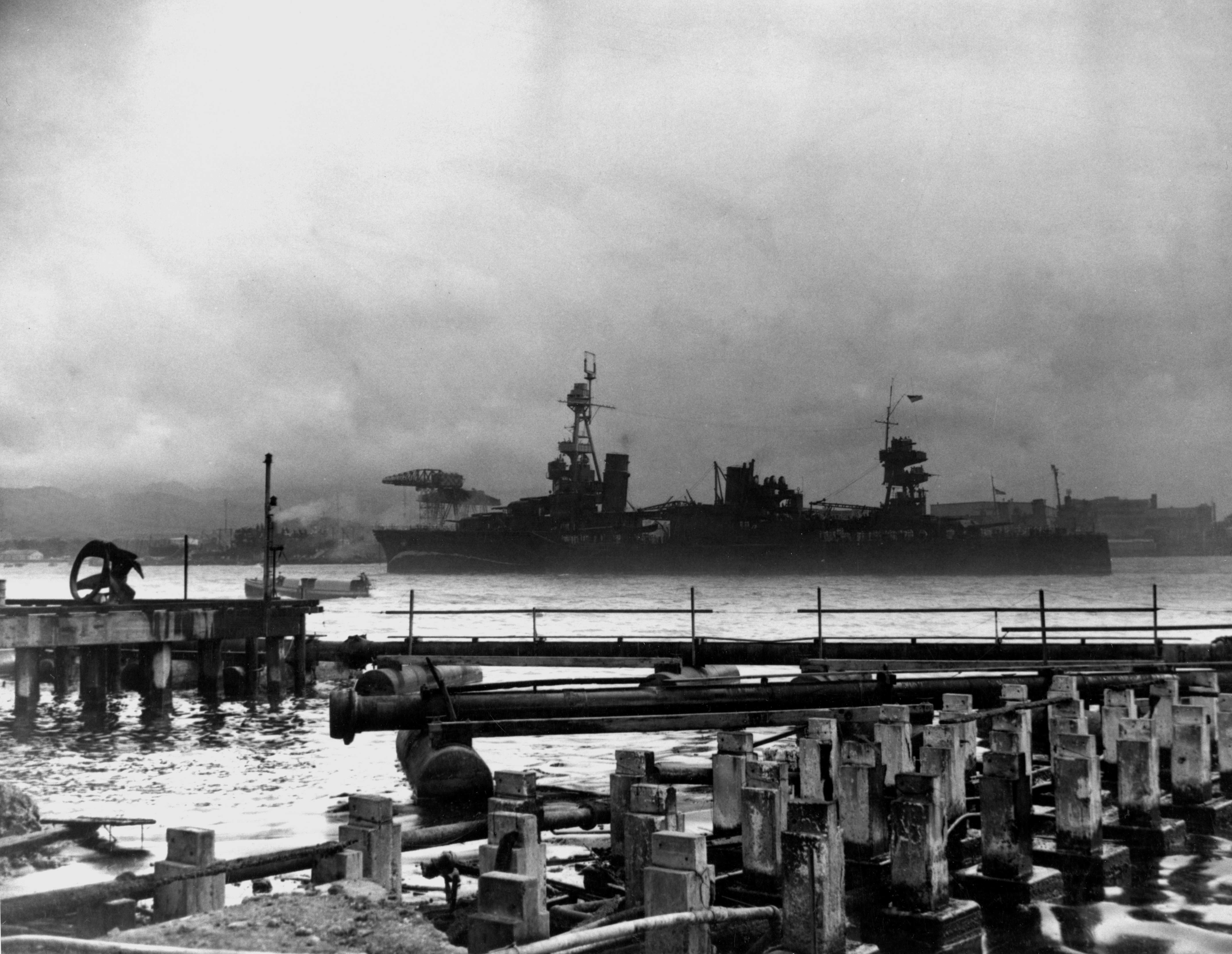
8 grudnia 1941 roku. „Northampton” wpływa do wciąż płonącego Pearl Harbor

Po wybuchu wojny na Pacyfiku, podobnie jak inne jednostki swojego typu, „Northampton” był intensywnie wykorzystywany w działaniach wojennych, służąc jako okręt eskorty lotniskowca USS „Enterprise” (CV-6) w rajdach pierwszej połowy 1942 roku, w drugiej zaś połowie tego roku pływał eskorcie „Horneta” i uczestniczył w działaniach nawodnych kampanii na Salomonach.
28 listopada 1941 roku wraz z dwoma innymi krążownikami i dziewięcioma niszczycielami, okręt wyszedł z Pearl Harbor w eskorcie lotniskowca „Enterprise”, celem dostarczenia na wyspę Wake dwóch eskadr myśliwców Grumman F4F Wildcat. Tego samego dnia w związku ze wzrostem napięcia wojennego, skutkiem „rozkazu bojowego nr 1” znajdującego się na „Enterprise” admirała Williama Halseya, okręt wszedł w stan gotowości bojowej, a na jednostce rozpoczęto wydawanie ostrej amunicji. Okręt powrócił wraz z całym zespołem okrętów do Pearl Harbor następnego dnia po japońskim ataku i już 9 grudnia ponownie wyszedł w morze, gdzie prowadził bezskuteczne poszukiwania japońskiego zespołu Kidō-butai.

#### Task Force 8
USS „Northampton” (CA-26) na stałe wszedł wówczas w skład skupionego wokół „Enterprise” Task Force 8 (TF8) admirała Halseya, gdzie jego podstawowym zadaniem była obrona „Big E” za wszelką cenę. W składzie tego zespołu okrętów odbył swoje pierwsze cztery rejsy wojenne – 9 i 19 grudnia 1941 roku oraz 3 i 11 stycznia 1942 roku. Ostatni z nich był operacją powietrzno-morską na dużą skalę, której celem było bombardowanie Wysp Marshalla. W skład dowodzonego przez adm. Halseya zespołu, obok CV-6 i „Northampton”, wchodziły siostrzany krążownik USS „Chester” (CA-27) i „Salt Lake City” (CA-25) oraz siedem niszczycieli, zaś zespołem krążowników z pokładu „Northamptona” dowodził wadm. Raymond Spruance. TF8 opuścił Pearl Harbor 11 stycznia, 23 stycznia zaś na zachód od Samoa zespół „Enterprise” spotkał się z dowodzonym przez admirała Franka Fletchera zespołem lotniskowca USS „Yorktown” (CV-5), po czym oba zespoły podążyły razem w kierunku Wysp Marshalla.

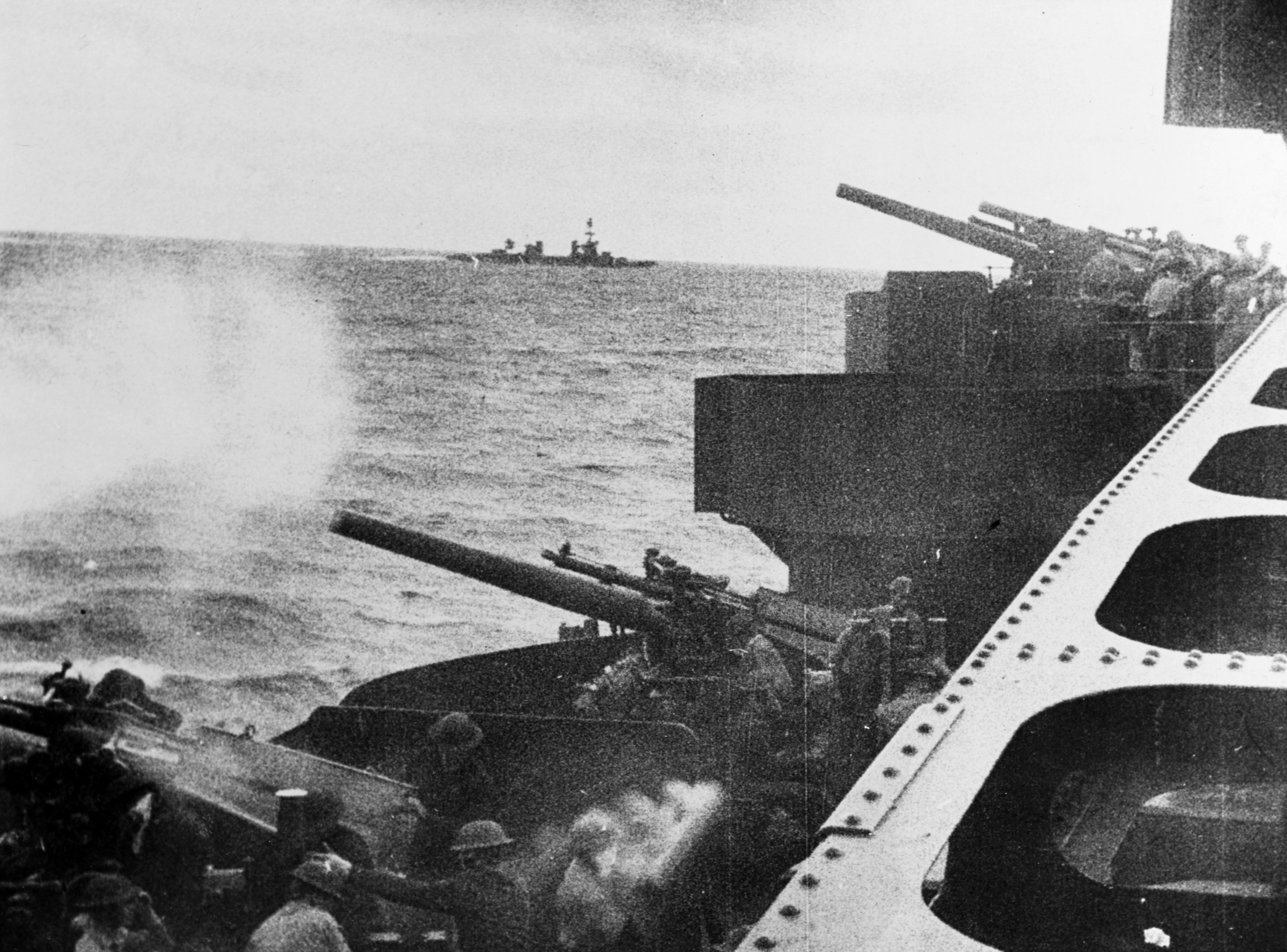
Działa kal. 127 mm USS „Northampton” prowadzące ostrzał wyspy Wotje 1 lutego 1942 roku. W głębi widoczny krążownik „Salt Lake City” (CA-25)

31 stycznia 1942 roku o godzinie 18:30 zespół krążowników Spruance’a opuścił Task Force 8 udając się w kierunku wysp Wotje i Taroa na południu, podczas gdy „Enterprise” w towarzystwie trzech niszczycieli zajął pozycję na północy, celem ataku lotniczego na Kwajalein oraz Wotje i Taroa. Gdy swój atak za pomocą bomb 100-funtowych (45 kg) na wyspę Wotje kończyły dowodzone prowadzone przez Wade’a McClusky’ego myśliwce F4F Wildcat, o godzinie 7:15, „Northampton” ze swoim zespołem podszedł w pobliże wyspy i otworzył ogień do pary zakotwiczonych w lagunie statków. Ostrzał został jednak przerwany, po dostrzeżeniu peryskopu na powierzchni, co zmusiło wadm. Spruance’a do zmiany kursu. Zakotwiczone statki wykorzystały ten moment dla podniesienia kotwic celem ucieczki w głąb laguny, gdy zaś „Northmapton” podjął poszukiwania innych celów, ostrzał amerykańskich okrętów rozpoczęła japońska artyleria z wyspy, której pociski zaczęły obramowywać krążowniki. Tymczasem wymiana ognia spowodowała eksplozje na brzegu, zapalając widoczne na wyspie budynki. Przerwało ją jednak ponowne dostrzeżenie peryskopu, po czym przed godziną 10:00, „Northampton” wraz z pozostałymi okrętami udał się na umówione miejsce ponownego spotkania z „Enterprise”.
Wkrótce po udanym spotkaniu, amerykański TF8 został zaatakowany przez grupę średnich bombowców Mitsubishi G3M z Taroa, które zostały przechwycone przez pięć krążących nad zespołem Wildcatów CAP. Mimo ostrzeżenia ze strony operatorów radarów amerykańskich okrętów, kilku kryjącym się w chmurach bombowcom udało się przedostać nad TF8. „Northampton” i pozostałe okręty eskorty zacieśniły pierścień wokół „Enterprise” celem utworzenia zapory ogniowej nad okrętem flagowym. Ogień przeciwlotniczy z okrętów – jakkolwiek intensywny – nie był skuteczny, toteż nadlatujące bombowce zdołały zrzucić swoje bomby, które „Big E” zdołał jednak wymanewrować, i 5 lutego „Northampton” wraz z całym TF8 zdołał powrócić bezpiecznie na Hawaje.

#### Task Force 16

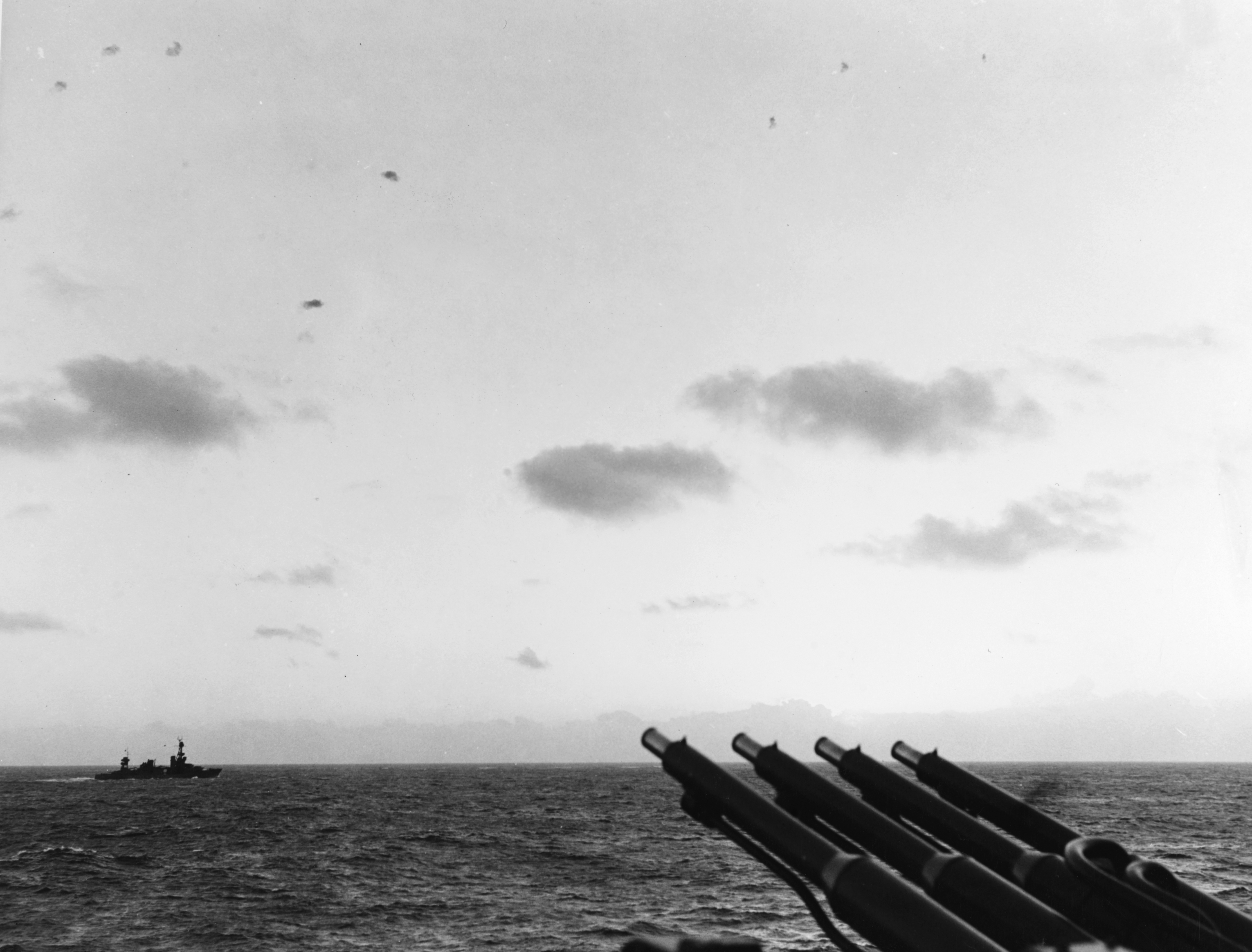
„Northampton” (na drugim planie) pod japońskim atakiem lotniczym niedaleko Wake. Widok z „Salt Lake City”. Na pierwszym planie działka przeciwlotnicze 1.1", których – w przeciwieństwie do niektórych swoich okrętów siostrzanych – do końca swojego istnienia „Northampton” nigdy nie otrzymał.

Kolejne rozkazy dla admirała Halseya przewidywały zmianę oznaczenia jego zespołu okrętów na Task Force 13 i zgodnie z rozkazem adm. Chestera Nimitza, zespół jego okrętów miał wyjść w morze 13 lutego, w piątek. Najprawdopodobniej nie chcąc kusić losu, admirał zażądał więc zmiany wszystkich numerów. Ostatecznie, po uzupełnieniu zapasów i krótkim odpoczynku załogi, zespół okrętów Halseya z lotniskowcem „Enterprise” i krążownikiem „Northampton”, wyszedł w morze 14 lutego pod oznaczeniem Task Force 16, które nosił następnie aż do bitwy pod Midway. 24 lutego bombowce nurkujące SBD Dauntless „Enterprise’a” zaatakowały od północy japońskie instalacje na zajętej niedawno przez Japończyków wyspie Wake, dowodzony przez wadm. Spruance’a zaś zespół krążowników „Northampton” i „Salt Lake City”, ostrzeliwał wyspę od południa.
Mimo intensywnego ognia Japończyków, działa „Northamptona” wznieciły duże pożary na wyspie i zatopiły pogłębiarkę w lagunie. Gdy okręty wadm. Spruance’a zaczęły wycofywać się z tego rejonu, dwa krążowniki zostały zaatakowane przez wrogie wodnosamoloty, samoloty startujące z lądu oraz okręt patrolowy. Japoński kontratak został jednak odparty z pewnymi stratami sił japońskich, które skutkiem ognia przeciwlotniczego utraciły trzy z atakujących samolotów.
Po wycofaniu się TF16 spod Wake, 25 lutego wieczorem admirał Halsey otrzymał pilną wiadomość od dowódcy Floty Pacyfiku adm. Nimitza, informującą dowódcę TF16, że „pożądane byłoby przeprowadzenie ataku na Marcus” – o ile dowódca zespołu uderzeniowego uważa to zadanie za wykonalne. Znajdująca się 650 mil od Wake wyspa Marcus, była odległa o 1000 mil od Tokio i 600 mil od dużej japońskiej bazy na wyspach Bonin, na wodach znajdujących się pod całkowitą kontrolą japońską. Niedaleko więc Midway, adm. Halsey oddelegował towarzyszący dotąd TF16 zespół siedmiu niszczycieli do eskorty zbiornikowca floty, „Northampton” zaś wraz z „Salt Lake City” i „Enterprise” z dużą szybkością w celu uniknięcia ataków podwodnych, udał się na północny zachód w kierunku wyspy Marcus. Wieczorem 27 lutego na pokład okrętu dotarła wiadomość o japońskim lądowaniu na Jawie i zatopieniu historycznie pierwszego lotniskowca amerykańskiej marynarki USS „Langley” (CV-1), kilka zaś dni później o zatopieniu siostrzanego krążownika USS „Houston” (CA-30).
4 marca 1942 roku bombowce nurkujące SBD Dauntless z eskadr VB-6 i VS-6 przeprowadziły uderzenie lotnicze na Marcus, w którym nie wzięły tym razem udziału krążowniki Spruance’a. Pozostały one w oczekiwaniu na powrót eskadr uderzeniowych w eskorcie okrętu flagowego admirała Halsey’a. Mimo że atak nie wyrządził znaczących szkód siłom zbrojnym Japonii, z uwagi na bliskość Tokio wstrząsnął japońskim dowództwem, i po kolejnych atakach TF8 i TF16 uświadomił zagrożenie ze strony amerykańskich lotniskowców dla samej stolicy Imperium.

##### Atak na wyspy japońskie

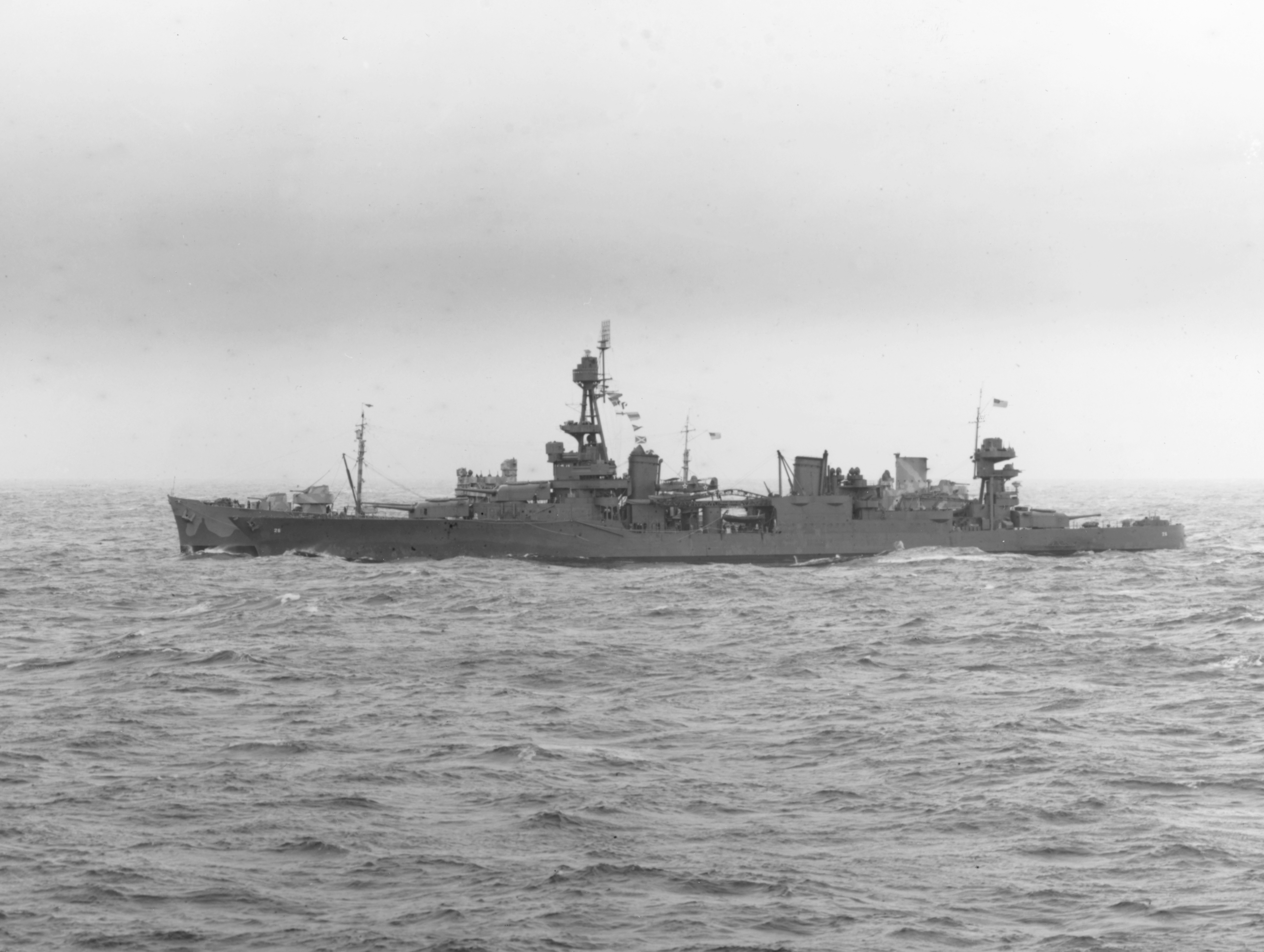
„Northampton” w trakcie rajdu Doolittle’a, uzupełniający 17 kwietnia paliwo ze zbiornikowca USS „Cimarron” (AO-22)

Podczas gdy okręt siostrzany „Enterprise”, USS „Yorktown” (CV-5), operował na Morzu Koralowym usiłując powstrzymać imperium japońskie przed zajęciem Nowej Gwinei, „Northampton” wyszedł wraz CV-6 i pozostałym okrętami TF16 z Pearl Harbor, kierując się wprost na północ, rozpoczynając najbardziej śmiały z wszystkich amerykańskich rajdów 1942 roku.

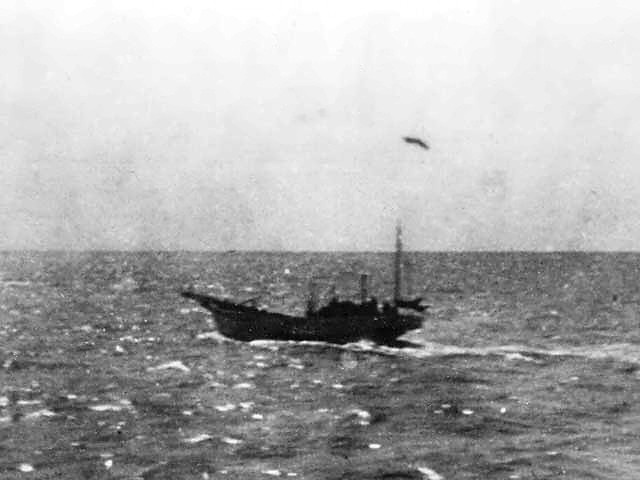
„Nitto Maru” chwilę przed zatonięciem po ostrzale z krążownika USS „Nashville” (CL-43) i myśliwca CAP z „Enterprise”

2 kwietnia z San Francisco wyszedł dopiero co przybyły na Pacyfik USS „Hornet” (CV-8), przewożąc na pokładzie startowym 16 średnich bombowców North American B-25 Mitchell, z całą swoją grupą lotniczą zaś zamkniętą na pokładzie hangarowym. Task Force 18 z „Hornetem” nie skierował się jednak w kierunku Pearl Harbor, lecz popłynął na północny zachód, gdzie 13 kwietnia na środkowym Pacyfiku spotkał się z TF16 z USS „Northampton” w składzie.
Okręt flagowy wiceadmirała Spruance’a ponownie zabezpieczał „Enterprise”, który jednak sam pełnić miał w tym rejsie rolę eskortową. Z uwięzionymi bowiem pod pokładem startowym samolotami własnej grupy lotniczej, „Hornet” nie był w stanie zapewnić osłony z powietrza ani sobie samemu, ani innym okrętom własnego zespołu. Oba zespoły spotkały się w pobliżu międzynarodowej linii zmiany daty. 17 kwietnia (czasu tokijskiego) okręty połączonego zespołu uzupełniły do pełna paliwo, i towarzyszące im zbiornikowce w towarzystwie wszystkich niszczycieli zostały odesłane, lotniskowce zaś w towarzystwie krążowników – wśród nich USS „Northampton” – z prędkością 20-22 węzłów skierowały się na zachód w kierunku punktu startu bombowców podpułkownika Jimmy’ego Doolittle’a w ich rajdzie na Tokio i kilka innych miast japońskich. „Northampton” nie zdołał jednak dopłynąć na miejsce zaplanowanego startu bombowców B-25, bowiem o 3:10 w nocy na pozycji 36°04′N 153°10′E/36,066667 153,166667, 700 mil morskich od Japonii, wykryta została japońska łódź patrolowa „Nitto Maru”, która przed zatopieniem zdołała nadać do Tokio meldunek radiowy o napotkaniu na swojej linii dozoru amerykańskiego lotniskowca.
Napotkanie japońskiego okrętu dozorowego, z linii dozoru ustanowionej przez admirała Isoroku Yamamoto tuż po rajdzie TF8 na Wyspy Marshalla, zmieniło amerykańskie plany, skutkiem czego grupa bombowców Doolittle’a musiała 18 kwietnia wystartować z daleko większej niż planowana odległości od Tokio. Natychmiast po poderwaniu wszystkich bombowców z „Horneta”, adm. Halsey wydał rozkaz zwrotu i cały TF16 wraz z USS „Northampton” odpłynął z maksymalną prędkością na wschód. Okręt bezpiecznie powrócił wraz ze swoim zespołem do Pearl Harbor 25 kwietnia 1942 roku. Rajd na Tokio spowodował jednak, że „Northampton” – który niemal natychmiast po powrocie wyszedł z TF16 ponownie w morze udając się w rejon Morza Koralowego – przybył tam zbyt późno, dwa dni po bitwie na Morzu Koralowym. 26 maja 1942 roku USS „Northampton”, wraz z dwudziestoma innymi okrętami TF16, powrócił do Pearl Harbor, osiem dni przed zapowiadaną przez Hypo japońską operacją MI wokół Midway.

##### Midway

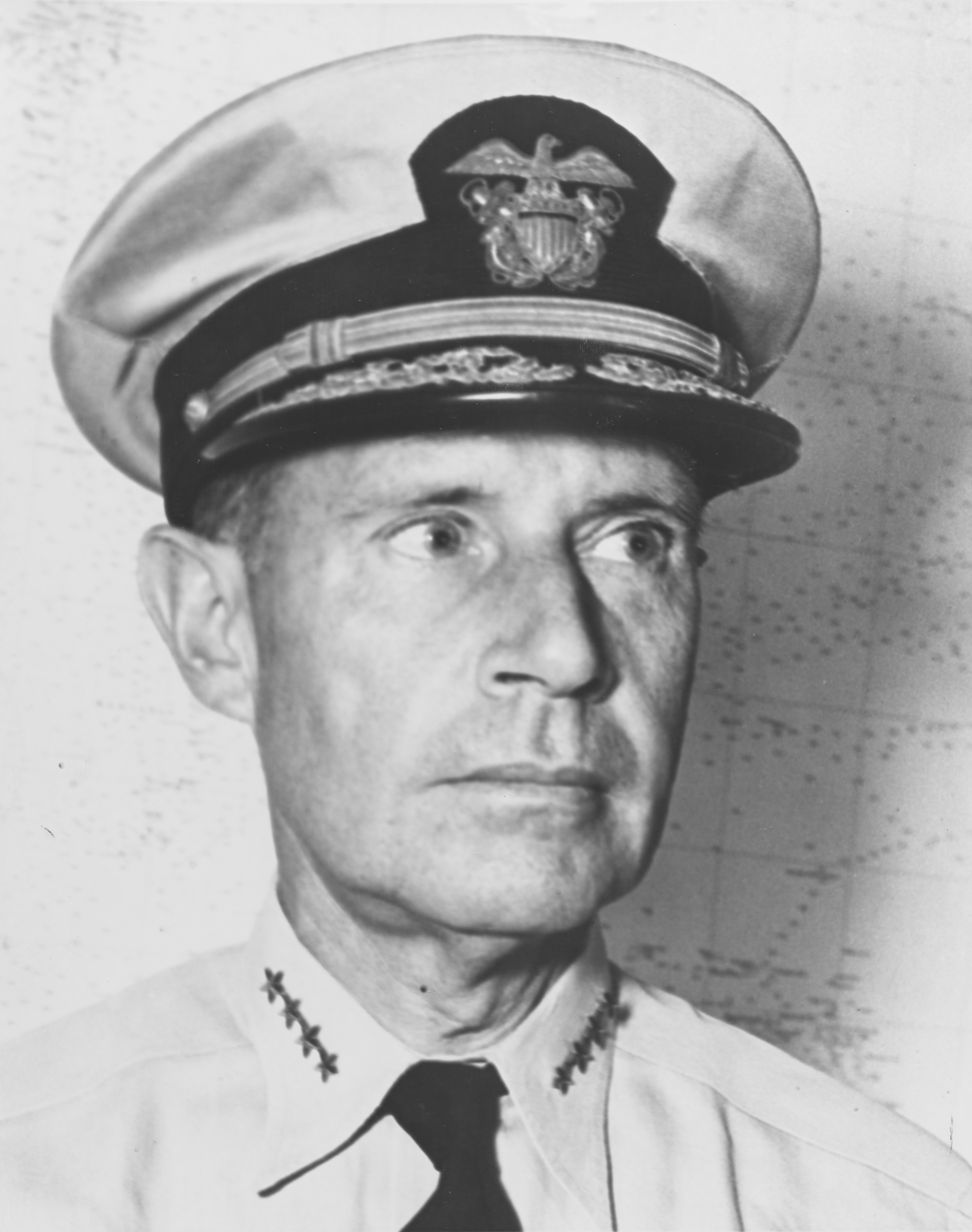
Wiceadmirał Raymond Spruance

29 maja 1942 roku skupiony wokół lotniskowców „Enterprise” i „Hornet” Task Force 16, wyszedł z Pearl Harbor do oznaczonego jako „Point Luck” punktu oddalonego o 1500 mil od Hawajów, 325 mil od Midway, celem zastawienia pułapki na japońskie lotniskowce Kidō-butai pod dowództwem admirała Chūichi Nagumo. Obok „Northamptona”, osłonę lotniskowców tworzyły krążowniki USS „New Orleans”, „Minneapolis”, „Vincennes”, „Pensacola” i nowy krążownik lekki USS „Atlanta” oraz dziewięć niszczycieli. Wraz z okrętami Pearl Harbor opuścił również wiceadmirał Spruance, który jednak nie dowodził już z pokładu „Northampton” zespołem krążowników, lecz z rekomendacji chorego na półpasiec adm. Halseya, z pokładu USS „Enterprise” (CV-6) dowodził całym Task Force 16. Spruance nie był pilotem, był oficerem krążowników, nigdy zaś nie dowodził lotniskowcem ani operacjami lotniczymi. Swoimi dotychczasowymi działaniami z pokładu „Northamptona”, zaskarbił sobie jednak szacunek Halseya, który przekonał adm. Nimitza, że jego podwładny stanowi najlepszy wybór, aby zastąpić go na stanowisku dowódcy TF16 podczas zbliżającej się walnej bitwy.
„Northampton” towarzyszył „Enterprise” podczas bitwy stanowiąc element pierścienia eskorty lotniskowca, ten nie został jednak zaatakowany przez siły japońskie, toteż CA-26 nie wziął bezpośredniego udziału w walce, i po zwycięskiej bitwie – 13 czerwca – powrócił wraz z „Enterprise” do Pearl Harbor.

#### Guadalcanal
W połowie sierpnia 1942 roku „Northampton” wypłynął z Hawajów, udając się w stronę Wysp Salomona na południowo-zachodnim Pacyfiku, gdzie kilka dni wcześniej wylądowały oddziały Marines rozpoczynając najdłuższą i najbardziej zaciętą kampanię wojny na Pacyfiku. Po raz pierwszy jednak okręt nie współdziałał z USS „Enterprise” – został przydzielony do osłony „Horneta”, po jego przybyciu na Salomony we wrześniu.

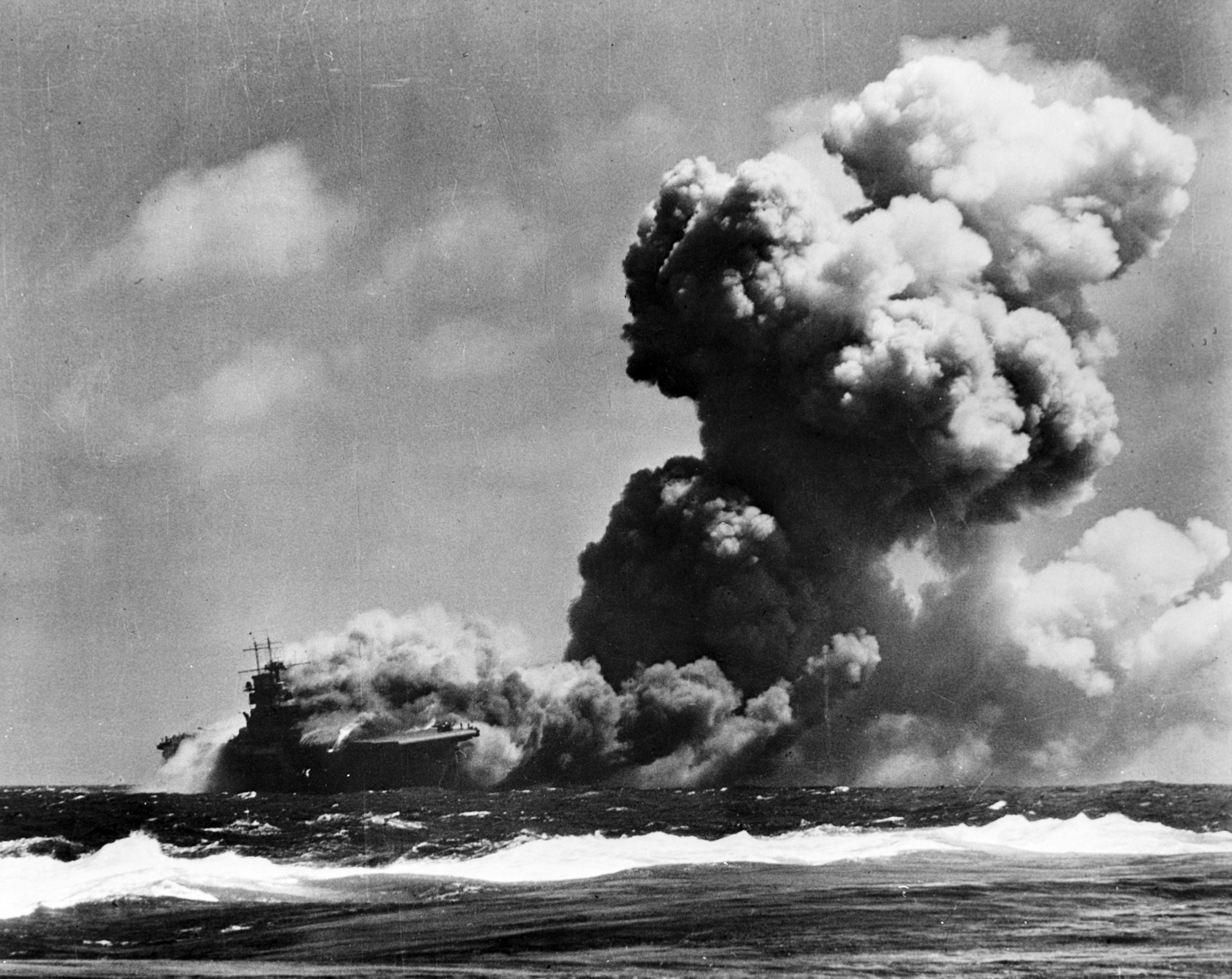
USS „Wasp” (CV-7) tuż po wtórnych eksplozjach oparów paliwa i amunicji na pokładzie hangarowym, po storpedowaniu przez I-19

Okręt nie dotarł na czas, aby wziąć udział w bitwie u Wschodnich Wysp Salomona, natomiast 15 września towarzyszył lotniskowcom USS „Wasp” (CV-7) oraz „Hornet”. Zdając sobie sprawę z faktu, że amerykańskie konwoje z zaopatrzeniem muszą przechodzić między wyspami Nowa Kaledonia, Espiritu Santo oraz Guadalcanal, admirał Yamamoto rozmieścił szereg okrętów podwodnych w linii 150 mil na południowy wschód od San Cristobal. Amerykańskie siły w tym rejonie zaczęły być narażone na ustawiczne ataki podwodne, stąd też obszar ten uzyskał wśród amerykańskich marynarzy przydomek Torpedo Junction (węzeł torpedowy, szlak/przejście torpedowe).
15 września „Northampton” operował z oboma lotniskowcami w ramach Task Force 61, gdy trzy z sześciu wystrzelonych przez japoński okręt podwodny I-19 torped Typ 95, trafiły „Waspa”, dwie zaś pancernik USS „North Carolina” (BB-55) i niszczyciel USS „O’Brien” (DD-415). Ostatnia natomiast z wystrzelonych torped, zmierzała wprost w kierunku oddalonego o 6 mil ugrupowania „Horneta”. „Wasp” został trafiony w najbardziej niefortunnym momencie, tuż po wypuszczeniu w powietrze grupy samolotów, gdy przewody paliwowe na pokładzie hangarowym pełne były paliwa lotniczego, którymi ogień dostał się do magazynów amunicji, co spowodowało wtórne eksplozje. W rezultacie „Waspa” spotkał tym razem los, jaki stał się udziałem japońskich lotniskowców pod Midway.
Znajdującemu się w zespole „Horneta” „Northamptonowi” nie zagroziła pierwsza z japońskich salw, I-19 wystrzelił jednak kolejne sześć torped, skierowanych wprost w zespół okrętów CV-8, z uwagi jednak na większą odległość, torpedy te nie dosięgły celów, choć minęły okręty eskorty „Horneta” w niewielkiej odległości.

##### Santa Cruz

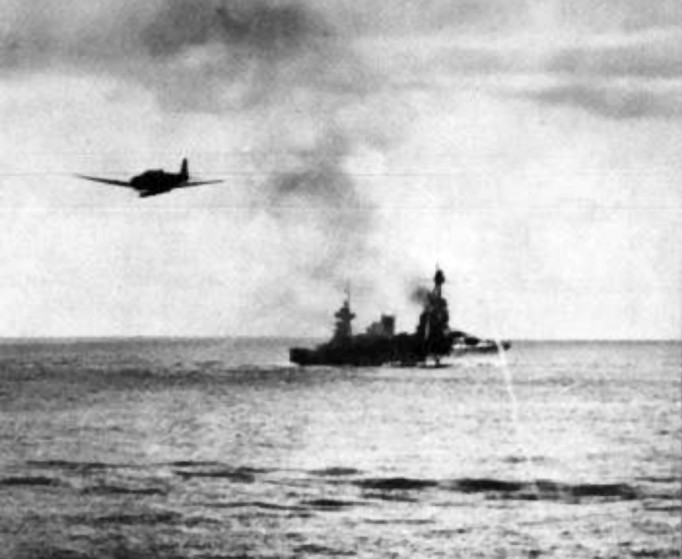
„Northampton” ostrzeliwujący jeden z atakujących „Horneta” samolotów torpedowych Shigeharu Muraty

„Northampton” nie uczestniczył we wcześniejszej bitwie u Wschodnich Wysp Salomona, odegrał jednak zauważalną rolę w obronie „Horneta” pod Santa Cruz. Gdy w trakcie bitwy, USS „Hornet” i „Enterprise” wysłały swoje samoloty do uderzenia na japońskie lotniskowce „Shōkaku” i „Zuikaku”, japońska formacja uderzeniowa samolotów torpedowych i bombowych zmierzała już w kierunku amerykańskich okrętów. Radar CXAM „Northamptona” stanowiącego eskortę „Horneta” w składzie TF17, jako pierwszy wykrył zbliżającą się formację uderzeniową. Niedoskonałe jeszcze radary tego samego typu na „Hornecie” i „Enterprise” nie wykryły jednak japońskiej formacji. Dowódca CA-26 nie użył mniej bezpiecznej komunikacji radiowej i sygnalizował zbliżanie się japońskiej formacji za pomocą flagowego kodu sygnałowego, co nie zostało jednak zauważone na obu okrętach flagowych.

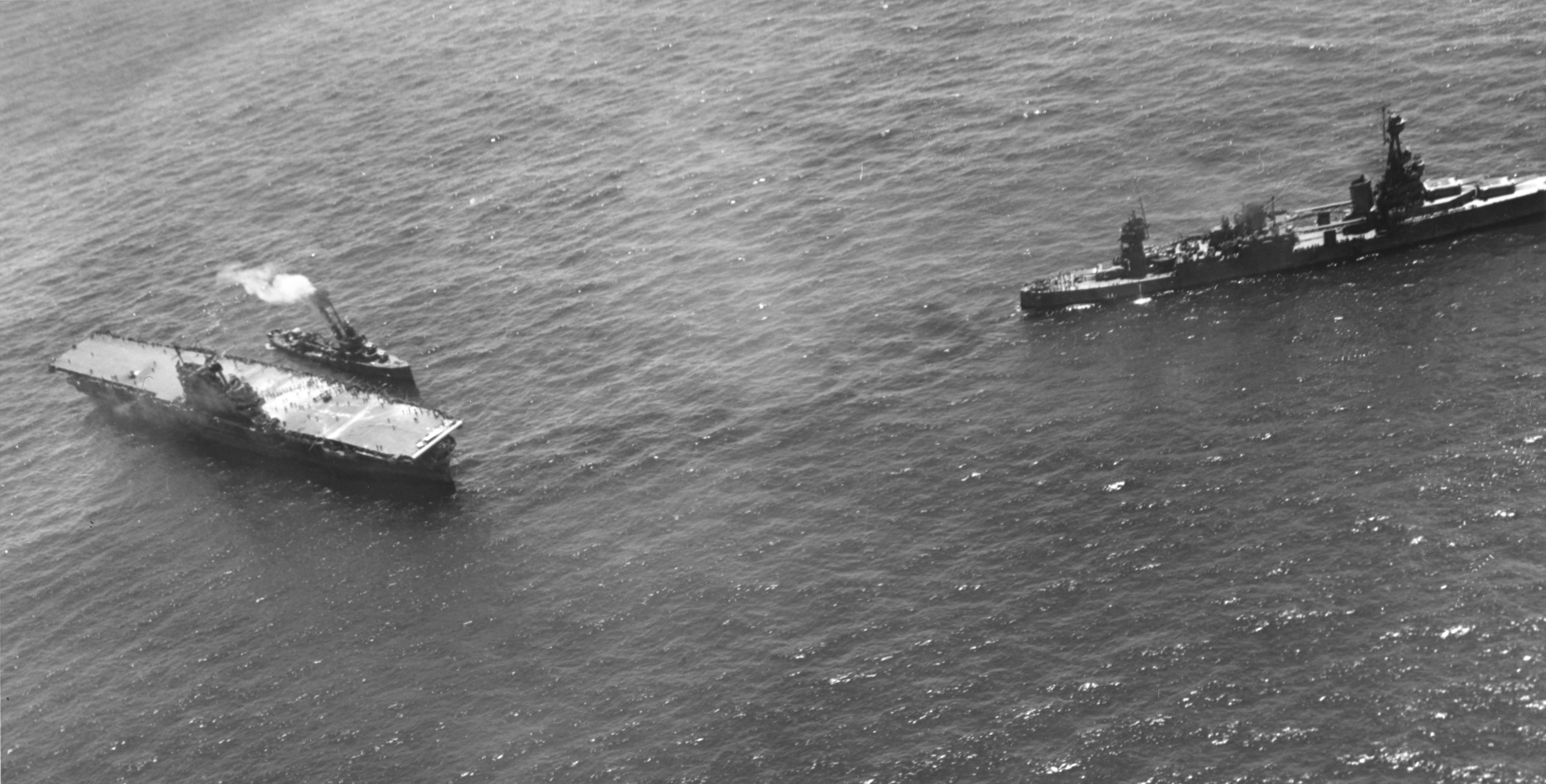
„Northampton” w akcji ratunkowej unieruchomionego „Horneta”

Szczęśliwie dla CV-6 okręt został przykryty szkwałem, co jednak spowodowało, że całe uderzenie japońskie skupiło się na „Hornecie”. Podobnie jak inne okręty eskorty, „Northampton” zbliżył się do „Horneta” celem utworzenia zapory ogniowej wokół niego, po czym w miarę zbliżania się wrogiej formacji otworzył ogień najpierw z pomocą dział przeciwlotniczych 127 mm (5 cali) dalekiego zasięgu, następnie zaś za pomocą swojej lekkiej artylerii. Według dostępnych źródeł, do czasu bitwy pod Santa Cruz, podobnie jak wiele innych jednostek „Northampton” nie otrzymał jeszcze znacznie skuteczniejszych działek Oerlikona 20 mm oraz Boforsa 40 mm – które na lotniskowce zaczęły trafiać już od wiosny tego roku. Toteż pierścień eskorty i własna artyleria przeciwlotnicza „Horneta” nie zdołały obronić go przed skoncentrowanym uderzeniem z różnych kierunków 64 japońskich samolotów torpedowych Nakajima B5N „Kate”, bombowców nurkujących Aichi D3A „Val” oraz myśliwców Mitsubishi A6M „Zero” – po raz ostatni w tej wojnie przeprowadzonego przez resztę korpusu najbardziej doświadczonych przedwojennych japońskich pilotów pokładowych.

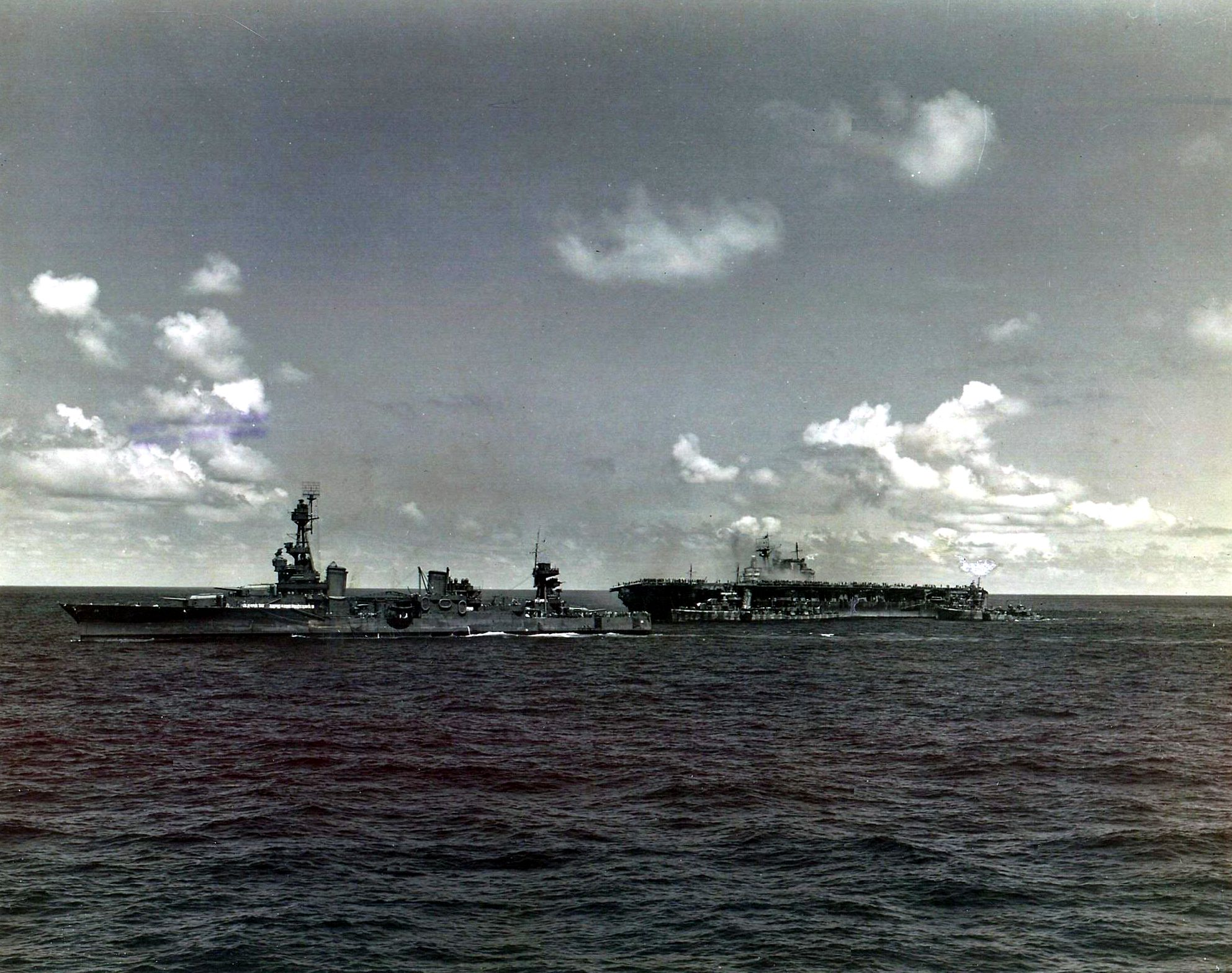
Krążownik „Northampton” manewrujący celem wzięcia „Horneta” na hol. Przy bakburcie lotniskowca widoczne również dwa niszczyciele jego eskorty.

Atak japoński prowadzony był osobiście przez dowódcę całego japońskiego ugrupowania uderzeniowego, komandora Shigeharu Muratę, najbardziej doświadczonego japońskiego pilota samolotów torpedowych, faktycznego twórcę japońskiego lotnictwa torpedowego. Murata podzielił samoloty torpedowe na dwie grupy atakujące z różnych kierunków, niemal w tym samym czasie. „Hornet” zaatakowany został przez 21 bombowców nurkujących. Murata przeprowadził klasyczny atak „Hammer and anvil” (młota i kowadła), utrudniając w ten sposób okrętowi wymanewrowywanie zrzuconych torped Typ 91 i bomb. Mimo zmasowanego ognia przeciwlotniczego „Northamptona” i pozostałych okrętów TF17, „Hornet” został trafiony trzema bombami, w dodatku pilot jednego z zestrzelonych bombowców rozbił swoją płonącą maszynę o śródokręcie jednostki. Po atakach bombowych i samobójczym, okręt został trafiony jeszcze dwoma torpedami. W efekcie tego skoordynowanego ataku Japończycy pozbawili „Horneta” napędu, okręt nabrał dużego przechyłu i nie był w stanie prowadzić dalej operacji lotniczych.

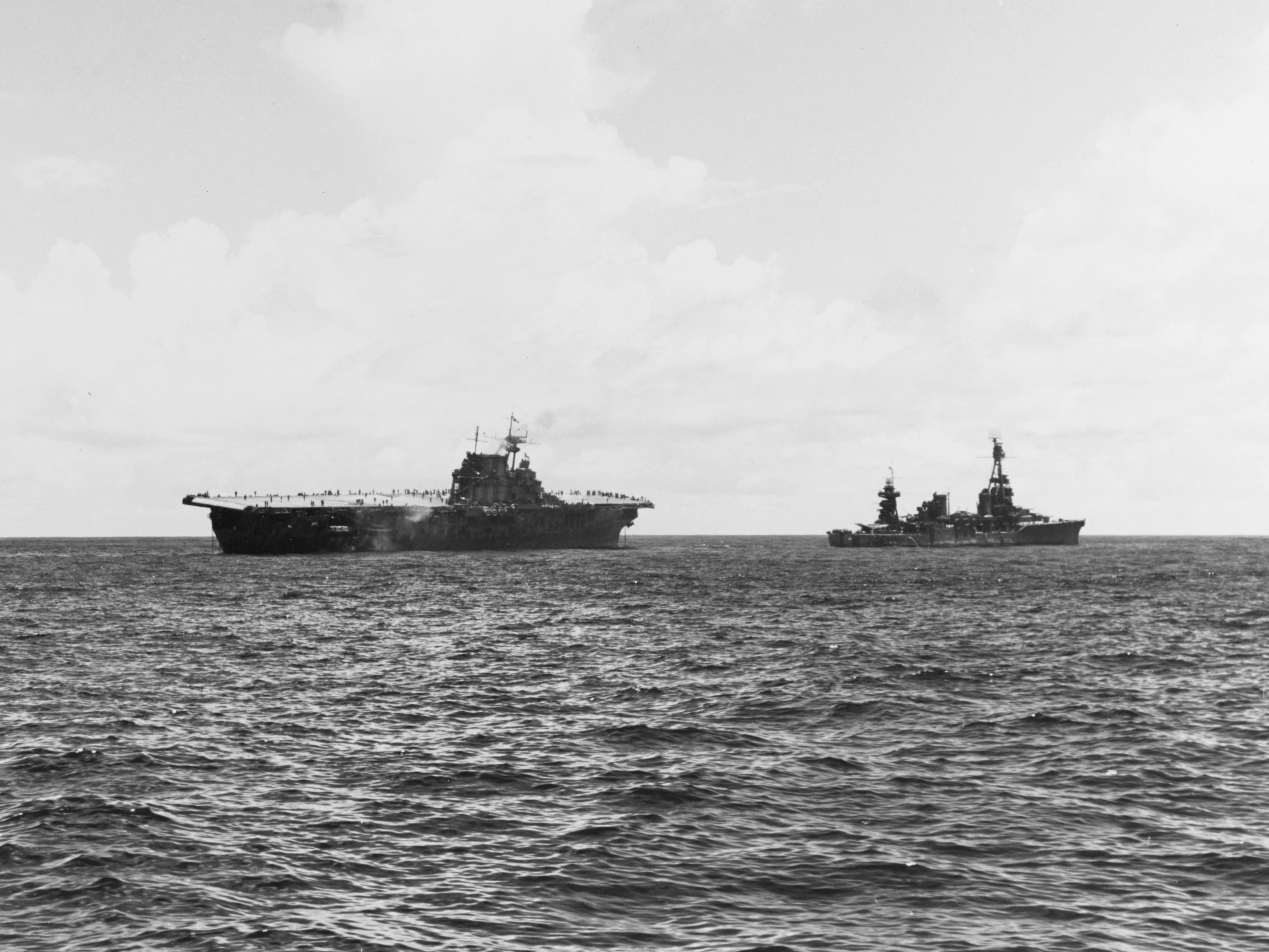
„Northampton” holujący uszkodzonego „Horneta”

Gdy zakończył się japoński atak na TF17, z chroniącego go szkwału wyszedł USS „Enteprise”, który stał się wkrótce celem drugiego tego dnia japońskiego ataku. „Lucky E” zdołał wprawdzie wymanewrować dziewięć torped, trafiony został jednak bombą. Decyzją dowodzącego Task Force 61 admirała Thomasa Kinkaida wycofał się do Numei, admirał nie chciał bowiem narażać „Enterprise” na samotną walkę, w sytuacji gdy okręt ten po ciężkim uszkodzeniu „Horneta”, został jedynym operacyjnym amerykańskim lotniskowcem na Pacyfiku. Tymczasem „Northampton” przyczynił się do pogorszenia sytuacji „Horneta”. Dowódca tego ostatniego, za pomocą lampy sygnałowej przekazywał swoim krążącym w poszukiwaniu miejsca lądowania samolotom „Go to Enterprise” – rozkaz lądowania na pokładzie „Enterprise”. Oficerowie sygnałowi na pokładzie „Northamptona” przekazywali ów sygnał dalej innym samolotom, tymczasem dowodzący krążownikiem przeciwlotniczym USS „Juneau” (CL-52) kmdr Lyman Swenson zrozumiał, że przekazywany przez „Northamptona” sygnał przeznaczony jest dla niego, w związku z czym „Juneau” – który podczas porannego starcia w pojedynkę zestrzelił kilkanaście japońskich samolotów – opuścił TF17 i udał się w kierunku TF16, znacznie obniżając tym samym szanse na ocalenie „Horneta”.
| Cpt. Walter Vernon    | 17/05/1930 | 06/01/1932 |
| Cpt. Thomas Taylor    | 01/06/1932 | 01/06/1934 |
| Cpt. Harry Shoemaker  | 01/06/1934 | 01/01/1935 |
| Cpt. Thomas Symington | 01/01/1935 | 01/01/1936 |
| Cpt. Francis Vossler  | 01/01/1936 | 01/01/1938 |
| Cpt. William Chandler | 01/01/1938 | 01/09/1942 |
| Cpt. Willard Kitts    | 01/09/1942 | 01/12/1942 |

Tymczasem „Hornet”, jakkolwiek z silnym przechyłem, utrzymywał się na powierzchni. „Northampton” podjął więc próbę holowania okrętu flagowego TF17. Opuszczenie jednak miejsca starcia przez „Enterprise” i „Juneau” pozbawiło „Horneta” osłony lotniczej i znacznie osłabiło siłę ognia przeciwlotniczego eskorty. Po wykryciu kolejnej fali japońskich samolotów „Northampton” zmuszony został do zrzucenia lin holowniczych celem umożliwienia sobie manewrowania pod japońskim atakiem. Tymczasem jeden z samolotów torpedowych po uwolnieniu torpedy trafiony został ogniem przeciwlotniczym eskorty. Pilot płonącej maszyny zawrócił ją i uderzył w burtę „Horneta”. Atak ten pozbawił zespoły kontroli uszkodzeń niezbędnej dla prowadzonej akcji ratunkowej energii elektrycznej. Pozbawiony możliwości ocalenia, wobec zbliżania się okrętów przeciwnika, „Hornet” został pozostawiony samemu sobie, zaś „Northampton” wraz z resztą zespołu TF17 powrócił do Numei.

##### Bitwa pod Tassafarongą

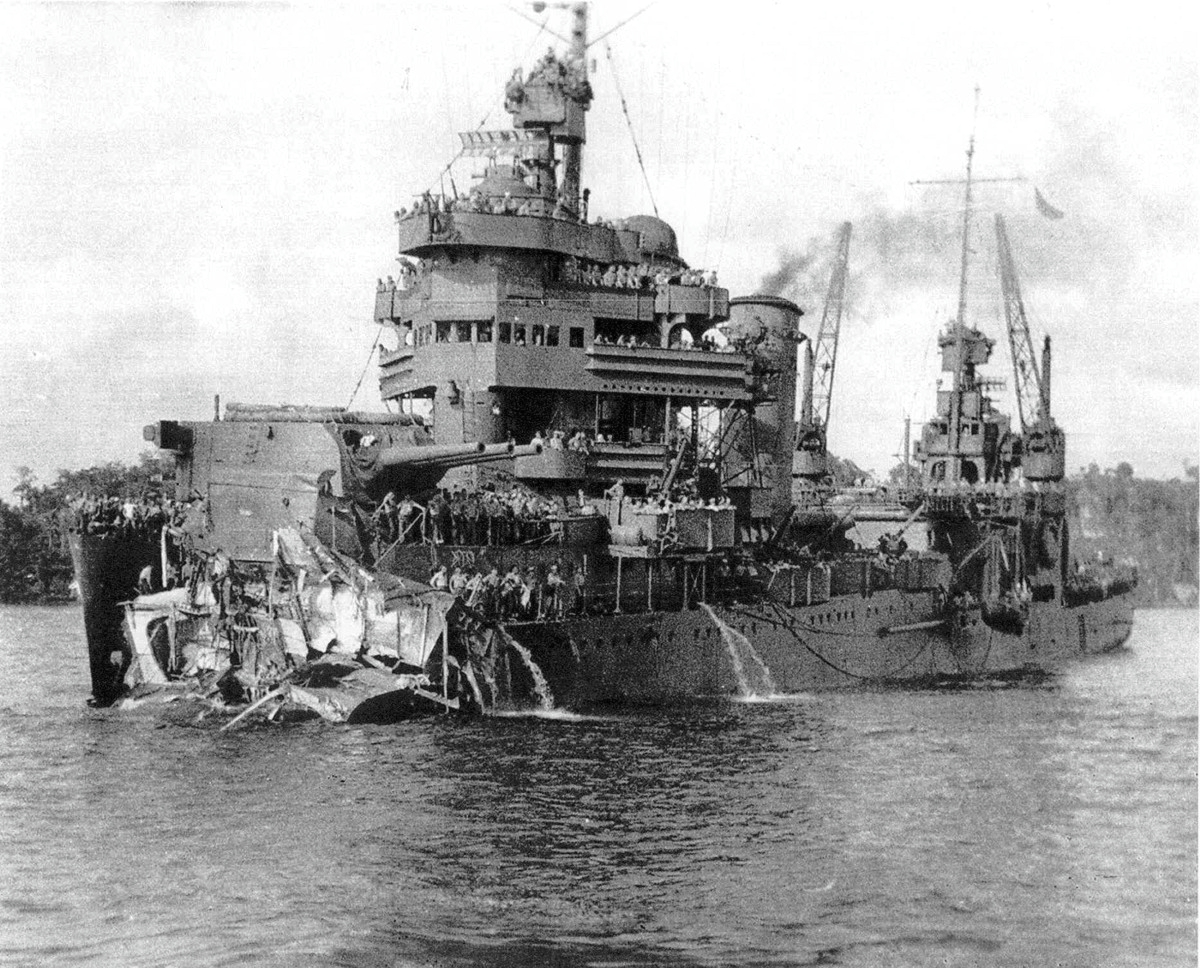
Zniszczenia USS „New Orleans” (CA-32) po eksplozji jej przedniej komory amunicyjnej skutkiem trafienia torpedą Typ 93

W drugiej połowie listopada 1942 roku kpt. Raizō Tanaka postanowił zastosować nową taktykę nocnych dostaw zaopatrzenia dla japońskich wojsk na Guadalcanalu, za pomocą oczyszczonych beczek na paliwo, wypełnionych żywnością i amunicją, które związane jedna z drugą, miały być upuszczane w pobliżu brzegu przez poruszające się ze znaczną szybkością niszczyciele. Pierwsza próba tego rodzaju została podjęta wieczorem 30 listopada. Sześć z ośmiu płynących przez Ironbottom Sound z prędkością bliską 30 węzłów japońskich niszczycieli, załadowanych było od 200 do 240 beczkami każdy, uwieszonymi na burtach okrętów. Z uwagi na konieczność wyważenia jednostek z wysoko umieszczonym dodatkowym obciążeniem, każda z nich przenosiła jedynie osiem torped i połowę zapasu amunicji artylerii głównej. Dowodzący od niedawna teatrem południowego Pacyfiku adm. Halsey, wysłał na ich przechwycenie zespół krążowników – Task Force 67 – z Espiritu Santo, pod dowództwem wadm. Carletona Wrighta, w którego skład wchodziło pięć krążowników – w tym USS „Northampton” – oraz cztery niszczyciele. Radar okrętu flagowego adm. Wrighta USS „Minneapolis” (CA-36) wykrył japońskie niszczyciele w odległości 11 mil morskich. Admirał Wright odmówił jednak prośbie o wydanie rozkazu wystrzelenia torped przez niszczyciele. Mniej więcej w tym samym czasie okręty amerykańskie zostały dostrzeżone przez obserwatorów na niszczycielach japońskich. Bez oczekiwania na rozkaz Tanaki, wiodący niszczyciel „Takanami” wystrzelił torpedy, po czym otworzył ogień artyleryjski. Torpedy amerykańskie zostały w końcu z opóźnieniem wystrzelone pod złym kątem, bardziej celny okazał się ogień artyleryjski dział 203 i 127 milimetrów. Ostrzał skupiony był jednak jedynie na wiodącym „Takanami”, który szybko zapalił się na całej długości i zaczął tonąć. Płomienie i eksplozje japońskiego niszczyciela zasłoniły pozostałe japońskie jednostki, które wykonały zwrot, ustawiając się równolegle do okrętów amerykańskich i wystrzeliły wachlarzem serię swoich „Długich Lanc”, które okazały się celne. O 11:27 pierwsze z nich zaczęły eksplodować u burt amerykańskich jednostek. Pierwszy dwoma torpedami Typ 93 został trafiony flagowy „Minneapolis”, minutę później ugodzony został USS New „Orleans” (CA-32), następnie zaś „Pensacola” (CA-24). Ciężko uszkodzone okręty zaczęły wycofywać się, tymczasem „Northampton”, ostatni z krążowników Wrighta, rozpoczął pościg za niszczycielami Tanaki, ostrzeliwując je salwami swoich dział 203 mm. W odróżnieniu od większości towarzyszących mu dotąd krążowników nie był jednak wyposażony w doskonały ówcześnie radar SG, toteż przy strzelaniu nocnym do poruszających się z maksymalną prędkością okrętów przeciwnika, jego ogień był nieskuteczny. W rewanżu otrzymał dwa trafienia torpedami wystrzelonymi z niszczyciela „Oyashio”. Z uwagi na skalę zniszczeń okrętu, jednostka została opuszczona przez załogę i zatonęła w godzinach porannych niedaleko wyspy Savo, na pozycji 9°12′S 159°50′E/-9,200000 159,833333 w Ironbottom Sound.
Za swoje działania bojowe USS „Northampton” (CA-26) został wyróżniony 6 odznaczeniami battle star.

###### Przyczyny zatonięcia
Według przeprowadzonych w 1944 roku analiz krążownik o wyporności 10 000 ton miał duże szanse przetrwania dwóch eksplozji podwodnych, podobnie jak miało to miejsce w przypadku trafionego 20 października 1942 roku bliźniaczego „Chestera”. „Northampton” był zalewany przez ponad trzy godziny i mógłby utrzymać się na wodzie, w okolicznościach bardziej sprzyjających wczesnemu podjęciu akcji zatrzymania stopniowego zalewania okrętu. Okręt został trafiony jedną torpedą w tylną maszynownię i jedną w tylny magazyn amunicji. Oba trafienia były tak blisko siebie, że świadkowie widzieli tylko jeden gejzer. Według raportu Bureau of Ships kontrola uszkodzeń zawiodła „z powodu trudnej sytuacji stworzonej przez kombinację znacznego zalewania i uszkodzeń strukturalnych, ich bardzo dużej liczby, oraz rozległego pożaru paliwa”. Eksplozja w tylnym przedziale maszynowym pchnęła gródź wodoszczelną w kierunku tylnej kotłowni, sama gródź natomiast nie otworzyła się. Zaczęły jednak przeciekać instalacje między nimi i przedział kotłowni zaczął być wolno zalewany. Okazało się również, że członkowie załogi okrętu uciekający z umieszczonych niżej pomieszczeń nie zamykali za sobą luków, toteż woda z niższych przedziałów, zaczęła stopniowo zalewać coraz to wyższej umieszczone pomieszczenia okrętu. Ponadto włazy, które zostały otwarte w celu inspekcji uszkodzeń poniżej, same przyczyniły się do umożliwienia zalewania.

## Wrak okrętu
Wrak USS „Northampton” (CA-26) został odnaleziony i zbadany w latach 1991–1992. Kadłub jednostki pozostaje w dobrym stanie na dnie Ironbottom Sound, na głębokości 609 metrów. Działa okrętu wciąż pozostają podniesione w pozycji bojowej zwrócone na bakburtę.

## Northampton w kulturze
- Wojna i pamięć – w wydanej w 1978 roku powieści Hermana Wouka, po ataku na Pearl Harbor główny bohater obejmuje dowództwo „Northamptona”, które sprawuje do czasu zatopienia okrętu pod Tassafarongą[67].
- W wyprodukowanym w drugiej połowie lat 80. miniserialu Wojna i pamięć, na podstawie powieści o tym samym tytule, rolę dowódcy „Northamptona” odegrał amerykański aktor Robert Mitchum[67].